# City Tour On Tour
City Tour On Tour fue un programa de televisión chileno, emitido por Canal 13 y su señal de cable 13C. Se transmite como parte de la franja de Cultura en el 13, anteriormente en Sábado de reportajes. Es una versión para la televisión abierta del programa de televisión chileno City Tour (emitido desde 2009 por el canal de televisión por cable y señal hermana de Canal 13, 13C). Es conducido por el arquitecto, académico y locutor radial Federico Sánchez, junto al periodista, comunicador radial y conductor televisivo Marcelo Comparini (voz en off, tras cámara).
Al igual que City Tour, Sánchez y Comparini realizan Turismo urbano, comentando la arquitectura del sector; este programa derivado se diferencia en que se realiza en diversas ciudades de Europa y Estados Unidos. El programa ha tenido siete temporadas al aire.

## Historia
El concepto de City Tour On Tour nació en 2011 cuando el programa City Tour viaja a Francia. Luego viajan al Salón del Automóvil dando origen a dos capítulos desde Alemania. Ese mismo mes recorren Madrid grabando 2 capítulos más para esta "gira".
En 2013 se actualiza este concepto tras recorrer la ciudad de Londres.
Durante los siguientes años viajan a Argentina y Dinamarca.[cita requerida]
Estos viajes tuvieron una muy buena acogida de los televidentes de 13C.[cita requerida]
Luego de 6 años en la televisión por cable, se lanza la segunda versión para la televisión abierta el año 2015. 

## Temporadas
| Temporada | Temporada  | Países                            | Estreno            | Información |
| --------- | ---------- | --------------------------------- | ------------------ | --- |
| 1         | Italia     | Italia                            | Julio de 2015      | La primera temporada fue estrenada en julio de 2015 en donde recorrieron ciudades como Roma, Venecia, Génova, Turín, entre otras. Esta temporada tuvo buena recepción para el horario, ya que logró 8 puntos de índice de audiencia promedio, lo que logró que grabaran una segunda temporada. |
| 2         | España     | España                            | Julio de 2016      | La segunda temporada fue estrenada en julio de 2016. Cuenta con 12 capítulos, en los que se recorren ciudades como Madrid, Barcelona, Valencia, entre otras. |
| 3         | Francia    | Francia                           | Septiembre de 2017 | El 23 de septiembre de 2017 se estrenó la tercera temporada, donde esta vez, Federico y Marcelo viajaron hasta Francia, visitaron localidades como París, Lyon, Cannes, Marsella, Toulouse, Burdeos y Montpellier, entre otras. |
| 4         | Adriático  | Croacia, Eslovenia e Italia       | Julio de 2018      | En una visita al programa "Sigamos de largo" de 13 a mediados de julio de 2018, Federico reveló que visitarían Croacia, Eslovenia y parte de Italia. El estreno de dicha temporada fue en octubre del mismo año. La temporada cuenta con 12 capítulos. Visitaron Dubrovnik, Split, Zagreb, Liubliana, Trieste y Venecia, entre otras.                                                                  |
| 5         | Inglaterra | Inglaterra                        | 2019               | En esta temporada 2019, Federico y Marcelo viajó hasta Inglaterra, donde visitaron Londres, Cambridge, Mánchester, Oxford, entre otros, y por primera vez es emitido por la señal abierta del 13 los sábados, y siguiente los lunes por la señal del cable 13C. |
| 6         | USA        | Estados Unidos                    | Noviembre de 2019  | El jueves 28 de noviembre de 2019 en pleno programa de City Tour De 13C anunció la fecha de estreno para la nueva temporada de City Tour On Tour para el sábado 7 de diciembre por la señal abierta del 13 y dos días después por la señal del cable 13C, esta vez Federico y Marcelo viajan a Estados Unidos en donde recorren Washington, Miami, y Nueva York, entre otros.                          |
| 7         | The Best   | Recuento de temporadas anteriores | Julio de 2020      | Estrenada el 4 de julio por 13 y al día siguiente por la señal del cable 13C y en todas sus plataformas, en plena pandemia al raíz del coronavirus, Federico y Marcelo desde sus casas, Repasan los mejores momentos de las 6 temporadas de viajes y recorridos por las historias y maravillas arquitectónicas por su gran travesía por Italia, Francia, Croacia, Inglaterra, España y Estados Unidos. |
| 8         | USA        | Estados Unidos                    | Noviembre de 2021  | Enfoque principal en Los Ángeles, San Diego, San Francisco y Las Vegas. Primera temporada tras la pandemia por COVID-19. |